# Raiffeisenbank Garrel
Die Raiffeisenbank Garrel eG war eine Genossenschaftsbank mit Sitz im Ortskern Garrel sowie drei SB-Geschäftsstellen.

## Geschichte
Am 9. April 1895 erschien im Wochenblatt für die Amtsbezirke Cloppenburg und Friesoythe (Vorgängerin der Münsterländischen Tageszeitung) ein Artikel zur Gründung einer Raiffeisischen Spar- und Darlehnskasse in Garrel. Bis zur Gründung am 8. Dezember 1897 vergingen noch rund zweieinhalb Jahre. Es traten 108 Personen dem neuen Verein bei. Durch Annahme und Unterzeichnung der Statuten bildete sich der Garreler Spar- und Darlehnskassenverein e.G.m.u.H., dessen Mitglieder sogleich zur ersten Generalversammlung zusammentraten. Zum Vereinsvorsteher wurde Theodor Wienken gewählt.
Als der Garreler Spar- und Darlehnskassenverein den Ersten und den Zweiten Weltkrieg mit Währungsumstellungen und Mitgliederverlusten überstanden hatte, verdoppelte sich die Mitgliederzahl. Die Bilanzsumme stieg auf über 1,1 Millionen DM und ein eigenes Bankgebäude wurde an der Hauptstraße in Garrel errichtet (heute Jeans-Center-Behrens).
Im Jahre 1965 änderte die Bank den Firmennamen in Raiffeisenbank Garrel eG. Einige Jahre später zog die Bank in das Geschäftsgebäude gegenüber der Pfarrkirche.
Im Jahre 2019 fusionierte die Raiffeisenbank Garrel mit der Volksbank Cloppenburg zur VR-Bank in Südoldenburg eG mit Sitz in Garrel.

## Geschäftsstellen
Die Raiffeisenbank Garrel eG besaß einen Geschäftsstandort in der Gemeinde Garrel. Des Weiteren betrieb die Bank Geldautomaten sowie Kontoauszugsdrucker in Einkaufsläden.

## Stiftung Raiffeisenbank Garrel
Seit der Gründung im Jahr 2000 unterstützte und förderte die Stiftung Raiffeisenbank Garrel jedes Jahr Vereine, Organisationen und öffentliche Einrichtungen in und um die Gemeinde Garrel. Das angelegte Stiftungskapital betrug rund 300.000 Euro.